# Mihkel Aksalu
Mihkel Aksalu, né le 7 novembre 1984 à Kuressaare en Estonie, est un footballeur international estonien, qui évolue au poste de gardien de but.

## Biographie

### Carrière de joueur
Mihkel Aksalu dispute 8 matchs en Ligue Europa,.

### Carrière internationale
Mihkel Aksalu compte 21 sélections avec l'équipe d'Estonie depuis 2007. 
Il est convoqué pour la première fois par le sélectionneur national Viggo Jensen pour un match amical contre la Monténégro le 17 octobre 2007 (défaite 1-0).

## Palmarès
- Avec le Flora Tallinn
  - Vainqueur de la Coupe d'Estonie en 2008 et 2009
  - Vainqueur de la Supercoupe d'Estonie en 2009 et 2012

- Avec le SJK Seinäjoki
  - Champion de Finlande en 2015
  - Champion de Finlande de D2 en 2013
  - Vainqueur de la Coupe de la Ligue en 2014